# Walter Wendt

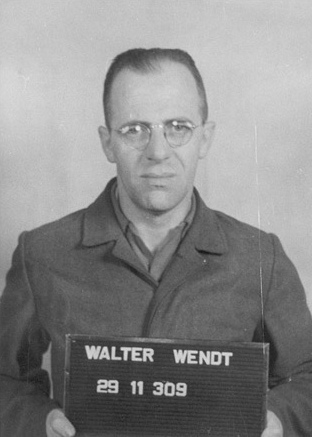
Walter Wendt im April 1947

Walter Wendt (* 3. Juli 1907; † unbekannt) war ein deutscher SA-Sturmführer und Personalchef der Erla Maschinenwerke.

## Leben
Nach seiner Verhaftung wurde Wendt, er war der einzige Zivilangestellte der Erla-Werke, welcher verurteilt wurde, im Rahmen der Dachauer Prozesse im Buchenwald-Hauptprozess mit 30 weiteren Beschuldigten angeklagt. Am 14. August 1947 wurde Wendt wegen seiner Beteiligung am Massaker von Abtnaundorf zu 15 Jahren Haftstrafe verurteilt. Das Urteil wurde später nach einer Überprüfung in eine fünfjährige Haftstrafe umgewandelt. Über seinen weiteren Lebensweg ist nichts bekannt.